# Accademia Nazionale di Santa Cecilia
L'Accademia Nazionale di Santa Cecilia è una delle più antiche istituzioni musicali al mondo. La sede storica, tuttora sede legale, è in via Vittoria a Roma, mentre tutta la struttura artistica, amministrativa e museale dal 2003 si trova presso l'Auditorium Parco della Musica. Fondata nel 1585 con la bolla papale Ratione congruit di papa Sisto V, invocava due santi importanti nella storia della musica occidentale: san Gregorio Magno, che diede il nome al canto gregoriano, e Santa Cecilia, patrona della musica.
Inizialmente istituita come congregazione a scopi artistici e assistenziali, nel corso dei secoli è divenuta una Accademia internazionalmente acclamata per la sua importanza, con un corpo accademico costituito da 70 membri effettivi e 30 onorari, nel quale figurano i maggiori musicisti italiani e stranieri, ed un'orchestra e un coro sinfonici noti e apprezzati in tutto il mondo. All'attività concertistica si affiancano un'attività di promozione della cultura e del patrimonio musicale e una tradizione didattica di altissimo livello con corsi di perfezionamento tenuti dai migliori solisti.
Dal 1998 è diventata fondazione.

## Storia
La prima costituzione della  Congregazione de' musici di Roma avvenne fra il 1585 ed il 1622 nella chiesa di Santa Maria dei Martiri, meglio conosciuta come il Pantheon. Successivamente venne spostata nella chiesa di San Paolino alla Colonna dal 1622 al 1652, nella chiesa di Santa Cecilia in Trastevere dal 1652 al 1661, nella chiesa di San Nicola dei Cesarini dal 1661 al 1663, nella chiesa della Maddalena dal 1663 al 1685 e quindi nella chiesa di San Carlo ai Catinari nel 1685.
Durante il primo secolo di esistenza, della congregazione fece parte un gran numero di eccellenti musicisti e compositori dell'epoca, tra i quali Giovanni Pierluigi da Palestrina. L'istituzione in quel periodo si trovò spesso in posizione di rivalità con altre istituzioni papali come la cappella Sistina. Lo scontro era incentrato intorno ai diritti di controllare l'accesso alla professione musicale, nell'istruzione dei musicisti e nella pubblicazione della musica. Tale rivalità durò fino al 1870, quando finì il potere temporale del papato, con la costituzione dello Stato italiano.
I primi anni del XVIII secolo furono i più gloriosi per l'Accademia. Fra i suoi componenti del periodo figuravano musicisti come Arcangelo Corelli, Alessandro e Domenico Scarlatti e Niccolò Jommelli. Nel 1716, papa Clemente XI decretò che tutti i musicisti che praticavano la professione a Roma erano obbligati a divenire membri della congregazione. L'Accademia sospese la sua attività nel periodo rivoluzionario delle guerre napoleoniche ma riaprì regolarmente nel 1822 alcuni anni dopo la Restaurazione.

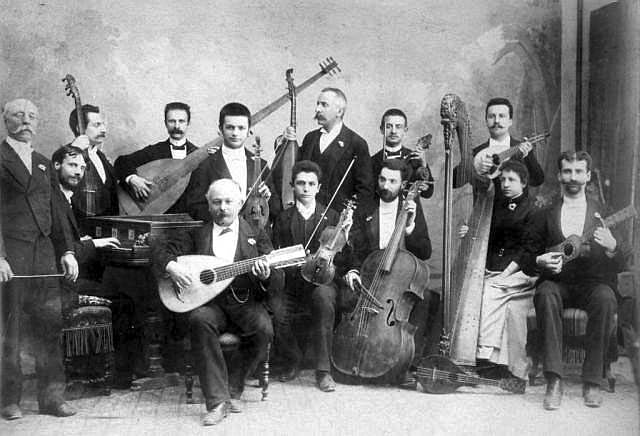
Musicisti dell'Accademia in posa prima di un concerto tenuto in Palazzo Doria-Pamphili. Giuseppe Branzoli, seduto in primo piano, tiene in mano un mandolone

Il periodo che va dalla riapertura alla fine del potere temporale dei papi fu un periodo di grandi cambiamenti. L'Accademia si aprì a tutte le altre professioni collegate alla musica come poeti, danzatori, storici della musica, costruttori di strumenti musicali ed editori musicali. Nel 1838, la Congregazione di Santa Cecilia venne proclamata Accademia e quindi Accademia papale. L'elenco dei soci dell'accademia in quel periodo è formidabile ed include Cherubini, Mercadante, Donizetti, Rossini, Paganini, Auber, Liszt, Mendelssohn, Berlioz, Gounod e Meyerbeer. Fra le teste coronate d'Europa vi erano membri onorari come la regina Vittoria d'Inghilterra.
Dopo l'unità d'Italia l'Accademia, divenuta Reale, procedette alla formazione, a partire dal 1895, di una orchestra sinfonica ed un coro destinati a diventare stabili. Nel contempo vennero istituiti al suo interno la biblioteca, il museo strumentale e il liceo musicale, che poi divenne conservatorio autonomo, il Conservatorio Santa Cecilia. Vennero poi istituiti anche la Regia scuola di recitazione "Eleonora Duse", la Scuola nazionale di cinematografia e nel 1939 i corsi di alto perfezionamento musicale. 
Nel 1958 con la cattedra di perfezionamento in direzione d'orchestra tenuta dal Maestro Fernando Previtali l'Accademia vide emergere Erminia Romano, il primo direttore donna italiano a raggiungerne il podio. Uno dei più recenti lavori è stata l'apertura della nuova bibliomediateca nel 2005, che ha portato alla catalogazione informatica e alla digitalizzazione, ancora in corso d'opera, di migliaia di documenti d'archivio, manoscritti, volumi, partiture e spartiti musicali, fotografie, materiali audiovisivi e registrazioni, compresa un'importante collezione di musiche tradizionali, inserita negli Archivi di etnomusicologia, che sono ora a disposizione del pubblico per la consultazione in sala e attraverso internet.
Nel febbraio 2008 l'Accademia ha poi inaugurato la nuova sede del suo museo degli strumenti musicali. Tutto il patrimonio dell'Accademia è così ora a disposizione nella stessa sede dei concerti al Parco della Musica, uno dei più grandi centri musicali al mondo.

## L'Orchestra
L’Orchestra dell’Accademia Nazionale di Santa Cecilia è stata la prima in Italia a dedicarsi esclusivamente al repertorio sinfonico, promuovendo prime esecuzioni di importanti capolavori del Novecento, come Fontane di Roma e Pini di Roma. Dal 1908 a oggi ha collaborato con i maggiori musicisti: è stata diretta, tra gli altri, da Mahler, Debussy, Saint-Saëns, Richard Strauss, Stravinskij, Sibelius, Hindemith, Toscanini, Furtwängler, De Sabata, Solti, Mengelberg, Karajan, Carlos Kleiber, Abbado, Thielemann, Temirkanov, Blomstedt, Dudamel e Kirill Petrenko. I suoi direttori stabili sono stati Bernardino Molinari, Franco Ferrara, Fernando Previtali, Igor Markevitch, Thomas Schippers, Giuseppe Sinopoli, Daniele Gatti, Myung-Whun Chung, Antonio Pappano (dal 2005 al 2023) al quale nell’ottobre 2024 è succeduto il direttore inglese Daniel Harding.
Dal 1983 al 1990 Leonard Bernstein ne è stato il Presidente Onorario.
Grazie ad Antonio Pappano, il prestigio dell’Orchestra dell’Accademia Nazionale di Santa Cecilia ha avuto uno slancio straordinario, ottenendo importanti riconoscimenti internazionali. Con Pappano, l’Orchestra e il Coro sono stati ospiti dei maggiori festival: Proms di Londra, Festival delle Notti Bianche di San Pietroburgo, Festival di Lucerna, Festival di Salisburgo, e delle più prestigiose sale da concerto, tra cui Philharmonie di Berlino, Musikverein di Vienna, Concertgebouw di Amsterdam, Royal Albert Hall di Londra, Salle Pleyel di Parigi, Scala di Milano, Suntory Hall di Tokyo, Semperoper di Dresda, Konzerthaus di Vienna, Carnegie Hall di New York.
L’attività discografica, dopo una lunga collaborazione con alcune delle più celebri etichette internazionali che ha prodotto memorabili testimonianze ormai storiche, è stata in questi ultimi anni molto intensa: sono state infatti pubblicate, sempre con la direzione di Antonio Pappano, Madama Butterfly di Puccini (con Angela Gheorghiu, incisione premiata con un Brit Award), il Requiem di Verdi (Gramophone Award, BBC Music Magazine, BritClassical), gli Stabat Mater di Rossini e Pergolesi con Anna Netrebko (Gramophone Editors’ Choice Award), il Guillaume Tell di Rossini, la Sesta Sinfonia di Mahler, la Petite Messe Solennelle di Rossini, i Quattro pezzi sacri di Verdi, il War Requiem di Britten e il cd “Rossini Overtures”.
Del 2015 la pubblicazione de l'Aida di Verdi che vanta un cast stellare (Anja Harteros, Jonas Kaufmann, Erwin Schrott) e numerosi premi, tra cui: Best Recording 2015 per il New York Times e per il Telegraph (UK), Best opera 2015 – Apple Music, Choc Classica de l’année, Diapason D’or e Choix de France Musique (Francia), Record of the month per Gramophone (UK) e il Preis der deutschen Schallplattenkritik (Premio della critica discografica tedesca).
Sempre nel 2015 è stato pubblicato un cd con il Concerto n. 1 di Čajkovskij e il Concerto n. 2 di Prokofiev eseguiti da Beatrice Rana e per la Decca il Concerto per violino di Brahms, sempre sotto la direzione di Antonio Pappano, con Janine Jansen. Antonio Pappano e l’Orchestra hanno inciso, inoltre, Nessun Dorma, The Puccini Album con il tenore Jonas Kaufmann (Best Classical Music Recordings of 2015 per il New York Times) che ha scalato le classifiche mondiali.
Per la Deutsche Grammophon è stato pubblicato il Concerto per pianoforte di Schumann con Jan Lisiecki, il cd “Anna Netrebko. Verismo” (DG), la Seconda e Quarta Sinfonia di Schumann e In the South e la Prima Sinfonia di Elgar (IcaClassics), il Carnevale degli animali di Saint-Saëns con Martha Argerich, l’integrale delle Sinfonie di Bernstein, Tudor Queens con Diana Damrau e Strauss: Ein Heldenleben/Burleske con Bertrand Chamayou (Warner Classics). A maggio 2020 l’etichetta Sony ha pubblicato l'Otello di Verdi, con Jonas Kaufmann. Di recente pubblicazione, Turandot di Puccini, la Messa di Gloria di Rossini (Warner Classics), Cinema con Alexandre Tharaud (Erato) e Insieme – Opera Duets (Sony Classical) con Jonas Kaufmann e Ludovic Tézier.

## Il Coro
Le origini della plurisecolare Accademia di Santa Cecilia sono legate alla pratica del canto corale: nella seconda metà del ’500, alcuni Maestri di Cappella e Cantori si riunirono in associazione eleggendo a Presidente Giovanni Pierluigi da Palestrina e fondando di fatto l’Accademia.
Solo dalla fine dell’Ottocento il Coro dell’Accademia Nazionale di Santa Cecilia inizia ad assumere un assetto stabile e a partecipare alle esecuzioni di musica polifonica e del grande repertorio sinfonico-vocale.
Attualmente è diretto da Andrea Secchi. La sua attività si espleta nelle stagioni concertistiche dell’Accademia affiancando l’Orchestra per l’esecuzione di grandi opere sinfonico-corali classiche e moderne.
Il Coro ha inoltre collaborato con prestigiose orchestre e celebri direttori: con Lorin Maazel e l’Orchestra dello Schleswig-Holstein (1992); con Carlo Maria Giulini e l’Orchestra della Rai di Torino (1993); con Claudio Abbado e i Berliner Philharmoniker (1995); con Valery Gergiev e l’Orchestra del Teatro Kirov (1998), con la prestigiosa Lucerne Festival Orchestra diretta da Claudio Abbado (agosto 2006).
Nel 2007 il Coro ha eseguito nella Basilica di San Paolo Fuori le Mura di Roma il Requiem di Verdi con i Wiener Philharmoniker diretti da Daniele Gatti; nel 2008 ha collaborato a Parigi con l’Orchestre National de France e Sir Colin Davis prendendo parte alla Grande Messe des morts di Berlioz, eseguita anche nel 2019 ad Amsterdam con l’Orchestra del Concertgebouw diretta da Antonio Pappano; con la direzione di Antonio Pappano e l’Orchestra di Santa Cecilia, va ricordato il Guillaume Tell di Rossini e i Quattro pezzi sacri di Verdi ai Proms di Londra (2011 e 2013), lo Stabat Mater di Rossini e il War Requiem di Britten al Festival di Salisburgo (2011 e 2013), la Terza Sinfonia di Enescu al Festival Enescu di Bucarest (2017). E ancora la partecipazione insieme a Orchestra e Coro di Radio France al Festival de Saint-Denis diretti da Valery Gergiev (luglio 2018 – Berlioz, Requiem) e il Concerto di chiusura del Festival dei Due Mondi di Spoleto, con la partecipazione di Marion Cotillard (luglio 2018 – Honegger, Jeanne d’Arc au bûcher).
Insieme all’Orchestra dell’Accademia ha preso parte all’incisione della Madama Butterfly di Puccini (con Angela Gheorghiu, incisione premiata con un Brit Award), il Requiem di Verdi (Gramophone Award, BBC Music Magazine, Brit Classical), gli Stabat Mater di Rossini e Pergolesi con Anna Netrebko (GramophoneEditors’ Choice Award), il Guillaume Tell di Rossini, la Petite Messe Solennelle di Rossini, i Quattro pezzi sacri di Verdi, il War Requiem di Britten, l'Aida di Verdi che vanta un cast stellare (Anja Harteros, Jonas Kaufmann, Erwin Schrott) e numerosi premi, tra cui: Best Recording 2015 per il New York Times e per il Telegraph (UK), Best opera 2015 – Apple Music, Choc Classica de l’année, Diapason D’or e Choix de France Musique (Francia), Record of the month per Gramophone (UK) e il Preis der deutschen Schallplattenkritik (Premio della critica discografica tedesca).
Antonio Pappano, l’Orchestra e il Coro hanno inciso, inoltre, Nessun Dorma – The Puccini Album con il tenore Jonas Kaufmann (Best Classical Music Recordings of 2015 per il New York Times) che ha scalato le classifiche mondiali.
Del 2018 è la partecipazione all’incisione della Sinfonia n. 3 “Kaddish” di Leonard Bernstein (Warner Classics) diretta a Santa Cecilia da Antonio Pappano in occasione dei cento anni della nascita del compositore. Nel maggio 2020 l’etichetta Sony ha pubblicato l'Otello di Verdi con l’Orchestra e il Coro di Santa Cecilia diretti da Antonio Pappano. Di recente pubblicazione, la Messa di Gloria di Rossini e Turandot di Puccini.

## Le iniziative per i giovani
Con la stagione di concerti e spettacoli "Tutti a Santa Cecilia", attiva da oltre quindici anni, l'Accademia di Santa Cecilia propone iniziative ed attività a carattere educativo dedicate ai bambini (a cominciare dai neonati), ai giovani, alle scuole, alle famiglie ed in generale al nuovo pubblico che vuole avvicinarsi all’universo della Musica. .
Caposaldo della Stagione è il ricco calendario dei concerti-spettacolo: lezioni-concerto in cui vengono esplorate di volta in volta le molteplici caratteristiche della Musica, o in cui viene approfondita la conoscenza di una famiglia strumentale dell’Orchestra o di un gruppo vocale. Ulteriori attività sono quelle negli ospedali, con progetti basati sulla musicoterapia e sulle esibizioni alle future madri.

### Il Coro di Voci Bianche
Da sempre sensibile alla formazione musicale dei più giovani, l’Accademia Nazionale di Santa Cecilia ha istituito un percorso didattico che permette ai ragazzi di apprendere l’arte del cantare insieme. Superando alcune prove attitudinali, è possibile accedere a uno dei quattro cori di Voci Bianche, a seconda dell’età e del livello artistico. L’attività di questi Cori è molto variegata e stimolante. I ragazzi partecipano a numerosissime esibizioni, alcune delle quali legate alla programmazione sinfonica dell’Accademia e vengono istruiti su un vasto repertorio, che va dalla tradizione colta a quella popolare, dall’opera al musical.
Il Coro di Voci Bianche è costituito da circa 90 ragazzi di età compresa tra 7 e 14 anni. Partecipa alle produzioni sinfoniche dell’Accademia Nazionale di Santa Cecilia. Tra le numerose rappresentazioni prestigiose a cui ha preso parte, basti citare “Carmen”, “War Requiem”, “ Carmina Burana”, “Damnation de Faust”, “Boris Godunov”, "Ivan il Terribile", "Kaddish"Sinfonia n. 3" di Mahler e “Jeanne D’Arc” di Honegger, "Re Ruggero" di Szymanowski con l’Orchestra e il Coro dell'Accademia Nazionale di Santa Cecilia; “Turandot”, “Carmen”, “Werther”, “Pagliacci”, "Tosca" , “Otello” con il Teatro dell’Opera di Roma.

### La JuniOrchestra
Fondata nel 2006, l'orchestra giovanile di Santa Cecilia è la prima orchestra di ragazzi nata nell'ambito delle fondazioni lirico-sinfoniche d'Italia. È diretta da Simone Genuini.
È divisa in quattro orchestre, l'orchestra Kids1, l'orchestra Kids2, l'orchestra Teen e l'orchestra Young. A quest'iniziativa partecipano ragazzi dai 4 ai 23 anni. Il vasto repertorio comprende brani di Monteverdi, Haydn, Mozart, Beethoven, fino a Bartok e Shostakovich e ai compositori moderni, come Piazzolla e Marquez.
Tra i vari concerti in cui si è esibita, si citano quelli alla basilica di Santa Croce in Gerusalemme, su invito dell'allora sindaco di Roma Walter Veltroni, quello al Quirinale, su invito del presidente della Repubblica Giorgio Napolitano e della senatrice Rita Levi Montalcini, alla Camera dei deputati, su invito del presidente Gianfranco Fini, all'aula Paolo VI su invito del pontefice Benedetto XVI e alla festa dell'Europa, al Campidoglio, su invito del sindaco di Roma Gianni Alemanno e del presidente della Repubblica.
Degne di nota sono le tournée in val di Sella, su invito del famoso violoncellista Mario Brunello, a Ischia, invitati dalla fondazione Walton, e al Ravello Festival nel 2009 e nel 2011.
Nel luglio 2009 la JuniOrchestra è stata insignita del premio Anima, sezione musica, proprio per lo spirito di solidarietà che la contraddistingue.

## Direttori musicali stabili dell'orchestra (in ordine cronologico)
- Bernardino Molinari (1912-1944)
- Franco Ferrara (1944-1945)
- Fernando Previtali (1953-1973)
- Igor Markevitch (1973-1975)
- Thomas Schippers (1976, solo nominato)
- Giuseppe Sinopoli (1983-1987)
- Daniele Gatti (1992-1997)
- Chung Myung-whun (1997-2005)
- Antonio Pappano, (2005-2023[2])
- Daniel Harding, dal 2024[3]

## Presidente sovrintendente e Consiglio di amministrazione
- Massimo Biscardi, Presidente - Sovrintendente
- Gianni Letta, Vicepresidente
- Roberto Gualtieri, Sindaco di Roma Capitale – Consigliere
- Luigi Abete, Consigliere
- Paolo Arcà, Consigliere
- Giorgio Battistelli, Consigliere
- Nicola Bulgari, Consigliere
- Pier Andrea Chevallard, Consigliere
- Elisabetta Colacchia, Consigliere
- Giuseppe Cornetto Bourlot, Consigliere
- Matteo D’Amico, Consigliere
- Vittorio Di Paola, Consigliere

## Gli accademici
Insieme alla funzione didattica e concertistica, l'Accademia ha lo scopo di riunire un corpo accademico composto di 100 fra i più eminenti esponenti della cultura e dell'arte musicale. Sono suddivisi nelle due classi di 30 accademici onorari e 70 effettivi, guidati da un Consiglio. Gli Accademici qui riportati dopo il Consiglio sono in carica.

### Consiglio Accademico
- Massimo Biscardi, Presidente
- Andrea Lucchesini, Vicepresidente
- Anna Caterina Antonacci, Consigliere
- Rinaldo Alessandrini, Consigliere
- Carlo Boccadoro, Consigliere
- Sandro Cappelletto, Consigliere
- Ivan Fedele, Consigliere

### Accademici onorari (al 18 febbraio 2025)
- John Adams
- Martha Argerich
- Vladimir Ashkenazy
- Daniel Barenboim
- Alfred Brendel
- Myung-Whun Chung
- Placido Domingo
- Valery Gergiev
- Philip Glass
- Daniel Harding
- Jonas Kaufmann
- Gyorgy Kurtág
- Alexander Lonquich
- Yo-Yo Ma
- Mischa Maisky
- Zubin Mehta
- Anne Sophie Mutter
- Kent Nagano
- Arvo Pärt
- Itzhak Perlman
- Kirill Petrenko
- Simon Rattle
- Gianfranco Ravasi
- Jordi Savall
- András Schiff
- Grigory Sokolov
- Mitsuko Uchida

### Accademici effettivi (all'8 aprile 2025)
- Salvatore Accardo
- Rinaldo Alessandrini
- Claudio Ambrosini
- Anna Caterina Antonacci
- Paolo Arcà
- Emanuele Arciuli
- Antonio Ballista
- Cecilia Bartoli
- Alberto Basso
- Giorgio Battistelli
- Aldo Bennici
- Marco Betta
- Annalisa Bini
- Fabio Biondi
- Massimo Biscardi
- Carlo Boccadoro
- Rodolfo Bonucci
- Mario Brunello
- Michele Campanella
- Bruno Canino
- Sandro Cappelletto
- Giuliano Carmignola
- Aldo Ceccato
- Riccardo Chailly
- Matteo D’Amico
- Michele dall’Ongaro
- Ottavio Dantone
- Pietro De Maria
- Mariella Devia
- Enrico Dindo
- Ivan Fedele
- Gabriele Ferro
- Antonio Florio
- Luca Francesconi
- Daniele Gatti
- Bruno Giuranna
- Raina Kabaivanska
- Andrea Lucchesini
- Fabio Luisi
- Benedetto Lupo
- Giacomo Manzoni
- Sara Mingardo
- Riccardo Muti
- Gianandrea Noseda
- Marcello Panni
- Antonio Pappano
- Carlo Maria Parazzoli
- Giorgio Pestelli
- Franco Petracchi
- Nicola Piovani
- Quirino Principe
- Massimo Quarta
- Beatrice Rana
- Salvatore Sciarrino
- Alessandro Solbiati
- Giovanni Sollima
- Uto Ughi
- Fabio Vacchi
- Ciro Visco
- Agostino Ziino